# Static Major
Stephen Ellis Garrett (11 de noviembre de 1974 - 25 de febrero de 2008), mejor conocido con su nombre artístico, Static Major, fue un ganador de un Grammy, cantante estadounidense, rapero, compositor y productor musical de Louisville, Kentucky. Fue miembro del trío de R & B, Playa. Static Major ganó fama póstuma por aparecer en el éxito de Lil Wayne "Lollipop" de 2008. [cita requerida] Static Major era un productor de canciones de varios artistas. Como artista ayudó a producir canciones para Aaliyah, Ginuwine y Pretty Ricky. [cita requerida] Static Major murió repentinamente antes de que se lanzara "Lollipop" de Lil Wayne, en el que apareció en "Tha Carter III”.

## Carrera musical
Static comenzó su carrera en la producción, cuando firmó con el sello discográfico estadounidense Blackground Records. Major logra un avance importante al trabajar con el cantante de R & B Ginuwine. Major ayudó a producir la canción "Pony" que se convierten en un gran éxito y un hito tanto en las carreras de Major como de Timbaland. [cita requerida] Más tarde se convirtió en un miembro del grupo de Def Jam Playa, que eran más conocidos por su exitoso tema "Cheers 2 U. " Playa lanzaron un álbum del mismo nombre en 1997. Después de trabajar con Ginuwine, Static asiste produciendo las canciones para Aaliyah titulada "Are You That Somebody?", que aparece en la banda sonora del Dr. Dolittle, "More Than a Woman", "We Need a Resolution", "Rock the Boat", "Loose Rap", y el sencillo # 1 "Try Again" lo cual marco su tiempo de trabajo con la estrella de R & B Aaliyah. [cita requerida]  Static fue un frecuente colaborador del grupo de R & B Pretty Ricky, trabajando con ellos en varias canciones como "Juicy " incluida en su álbum de 2005 Bluestars. [1] Su más reciente trabajo de producción musical fue " Lollipop” de Lil Wayne, del álbum "The Carter III”. Suppertime es el álbum que Static Major supuestamente tenía listo para lanzar en OG Música / Blackground este año como solista. [cita requerida] "Yo me quedo en la calle, que es de donde saco mi inspiración", dijo Static Major describiendo como se inspira. "Si no se puede tocar en el barrio, entonces simplemente no funciona para mí. Y nadie me puede mantener en armonía. Mi aura no es la típica aura de R & B." [cita requerida]

## Muerte
Static Major entró al Baptist Hospital East en Louisville el 25 de febrero de 2008, quejándose de una tos persistente, ronquera, dificultad para hablar, mareos, dolores musculares y dificultad para respirar. [cita requerida] Se le diagnosticó con Miastenia Gravis, una enfermedad neuromuscular autoinmune. La plasmaféresis comenzó a extraer los anticuerpos que causan los síntomas de su sangre. Cuando se quejó de que la línea central que se había insertado en su pecho para el procedimiento le dolía, se retiró el catéter, y Static Major perdió el conocimiento y murió. Tenía 33 años de edad. La causa oficial de muerte fue "complicaciones de un procedimiento médico". 
- Datos: Q1511182